# Małżeństwo osób tej samej płci w Holandii
     Małżeństwo
     Rejestrowany związek partnerski
     Konkubinat
     Konstytucja definiuje małżeństwo jako związek kobiety i mężczyzny
     Związki jednopłciowe nieuznawane

Status prawny związków osób tej samej płci w Europie:
Małżeństwo
Rejestrowany związek partnerski
Konkubinat
Konstytucja definiuje małżeństwo jako związek kobiety i mężczyzny
Związki jednopłciowe nieuznawane

Małżeństwa osób tej samej płci są legalne w Holandii od 1 kwietnia 2001 roku.

## Proces legislacyjny
W połowie lat osiemdziesiątych grupa działaczy na rzecz praw osób homoseksualnych pod przewodnictwem Henka Krola, redaktora naczelnego Gay Krant – holenderskiego wydawnictwa społeczności LGBT, poprosiła rząd o zalegalizowanie małżeństw osób tej samej płci. W 1995 Stany Generalne zdecydowały o utworzeniu komisji, która miała zbadać możliwość wprowadzenia takiej regulacji prawnej. Komisja zakończyła prace w 1997 roku, stwierdzając, że małżeństwa jednopłciowe powinny zostać w kraju wprowadzone. Po wyborach w 1998 roku, nowo wybrany rząd obiecał zająć się kwestią; we wrześniu 2000 roku projekt odpowiedniej ustawy został poddany pod ostateczne głosowanie w parlamencie.
Ustawa wprowadzająca małżeństwa osób tej samej płci została przyjęta przez Tweede Kamer stosunkiem głosów 109 za i 33 przeciw. Eerste Kamer zatwierdziła regulację prawną 19 grudnia 2000 roku stosunkiem głosów 49-26. Senat zaakceptował również prawo przyznające parom homoseksualnym prawo do adopcji dzieci stosunkiem głosów 47-28. Tylko chrześcijańskie partie, które zajmowały wówczas 26 z 75 miejsc w Senacie, głosowały przeciw przyjęciu ustawy. Nowe prawo weszło w życie 1 kwietnia 2001 roku.
Główny artykuł w przyjętej regulacji prawnej zmienił holenderski kodeks cywilny wprowadzając do niego zdanie: Een huwelijk kan worden aangegaan door twee personen van verschillend of van gelijk geslacht. (Małżeństwo może być zawarte przez dwoje ludzi przeciwnej lub tej samej płci).
Z wybiciem północy 1 kwietnia 2001 roku cztery jednopłciowe pary zostały zaślubione przez burmistrza Amsterdamu, Joba Cohena, który specjalnie objął funkcję kierownika urzędu stanu cywilnego, aby udzielić im ślubu. Kilka miesięcy wcześniej Cohen został podsekretarzem stanu w Ministerstwie Sprawiedliwości odpowiedzialnym między innymi za nowelizację ustawy o małżeństwie.

## Ograniczenia
Małżeństwa jednopłciowe w Holandii są dokładnym odpowiednikiem małżeństw osób przeciwnej płci z wyjątkiem jednego ograniczenia dotyczącego adopcji dzieci w związkach lesbijskich. Jeśli kobieta mająca małżonkę urodzi dziecko, jej żona nie będzie automatycznie uznawana przez prawo za matkę dziecka, ale za macochę; aby zostać prawną matką, kobieta będzie musiała oficjalnie zaadoptować dziecko. Obecnie przygotowane jest prawo mające usunąć to ograniczenie.

## Kwestia obywatelstwa małżonków
Kwestie dotyczące narodowości i obywatelstwa małżonków rozwiązano analogiczne jak w przypadku małżeństwa osób przeciwnej płci - aby wziąć ślub przynajmniej jeden z partnerów musi być Holendrem lub posiadać prawo pobytu w Holandii. Nie ma gwarancji, że małżeństwo jednopłciowe zawarte w kraju będzie uznawane przez inne państwa; prawdopodobnie uznawać je będą tylko inne państwa, których prawodawstwo uwzględnia małżeństwa jednopłciowe lub związki partnerskie.

### Antyle Holenderskie i Aruba
Małżeństwa jednopłciowego nie można zawrzeć w Antylach Holenderskich ani na Arubie – holenderskich terytoriach zależnych posiadających pewną autonomię. Kwestia, czy małżeństwa osób tej samej płci zawarte w Holandii są ważne na tych terytoriach, długo pozostawała niewyjaśniona. Początkowo arubijski rząd odmówił uznawania małżeństw par homoseksualnych, ale miejscowy sąd orzekł, że odmowa ta była niezgodna z prawem. Ostatecznie rząd odwołał się od tej decyzji w holenderskim Sądzie Najwyższym, który w kwietniu 2007 roku orzekł, że Aruba i Antyle Holenderskie muszą uznać na swoim terytorium małżeństwa jednopłciowe zawarte w Holandii. W czerwcu 2009 roku Wspólny Trybunał Sprawiedliwości Antyli Holenderskich i Aruby orzekł, że terytoria nie są zobowiązane do przyznawania małżeństwom homoseksualnym takich samych praw jak małżeństwom heteroseksualnym.

## Reakcje
Po zalegalizowaniu prawa zjednoczony Kościół Protestancki w Holandii postanowił, że poszczególne kościoły wchodzące w jego skład mają prawo samodzielnie zdecydować, czy udzielać małżeństwom homoseksualnym błogosławieństwa; do tej pory zdecydował się na to Kościół ewangelicko-luterański. 
Lokalne jednostki samorządu terytorialnego mają obowiązek wprowadzać w życie małżeństwa homoseksualne i mogą wymagać od urzędników udzielania parom homoseksualnym ślubów. Niemniej jednak, jeśli kontrakt urzędnika nie przewiduje takiego wymogu, nie może on zostać zwolniony z pracy za odmowę udzielenia ślubu parze jednopłciowej. Niektóre lokalne rady ponadto zadecydowały, że urzędnicy nie mają obowiązku udzielania ślubu parom homoseksualnym. Decyzje takie były zazwyczaj podejmowane przez partie chrześcijańskie.
W 2007 roku rząd Jana Petera Balkenende ogłosił w swym programie działania, że urzędnicy, którzy sprzeciwiają się małżeństwom homoseksualnym, mogą odmówić udzielenia ślubu takim parom. Wiele socjalistycznych i lewicowych partii politycznych sprzeciwiło się temu postanowieniu, argumentując, że urzędnicy mają obowiązek udzielać ślubu wszystkim parom bez względu na prywatne przekonania. Partie opozycyjne stwierdziły ponadto, że jeśli dany urzędnik nie chce wykonywać części ze swoich obowiązków, to w ogóle nie powinien pełnić takiej funkcji. Gmina Amsterdam ogłosiła, że nie zastosuje się do programu działania rządu i urzędnicy nadal będą mieli obowiązek udzielać ślubu wszystkim parom. W ślad za Amsterdamem podobne oświadczenia wydało także wiele innych holenderskich gmin. W odpowiedzi rząd oświadczył, że decyzja ta nie leży w gestii gmin, ale państwa.

## Statystyki małżeństw
| Rok                            | Małżeństwa gejowskie | Małżeństwa lesbijskie | Razem | %    |
| ------------------------------ | -------------------- | --------------------- | ----- | ---- |
| 2001                           | 1339                 | 1075                  | 2414  | 2,94 |
| 2002                           | 935                  | 903                   | 1838  | 2,14 |
| 2003                           | 735                  | 764                   | 1499  | 1,86 |
| 2004                           | 579                  | 631                   | 1210  | 1,65 |
| 2005                           | 570                  | 580                   | 1150  | 1,59 |
| 2006                           | 579                  | 633                   | 1212  | 1,67 |
| 2007                           | 663                  | 708                   | 1371  | 1,89 |
| 2008                           | 656                  | 752                   | 1408  | 1,87 |
| 2009                           | 573                  | 785                   | 1358  | 1,85 |
| 2010                           | 660                  | 694                   | 1354  | 1,80 |
| 2011                           | 601                  | 754                   | 1355  | 1,89 |
| 2012                           | 544                  | 741                   | 1285  | 1,83 |
| 2013                           | 522                  | 700                   | 1222  | 1,89 |
| 2014                           | 532                  | 727                   | 1259  | 1,93 |
| 2015                           | 647                  | 749                   | 1396  | 2,17 |
| 2016                           | 665                  | 771                   | 1436  | 2,20 |
| 2017                           | 620                  | 755                   | 1375  | 2,14 |
| 2018                           | 682                  | 820                   | 1502  | 2,34 |
| Źródło: Statistics Netherlands |                      |                       |       |      |

Pary lesbijskie rozwodzą się częściej niż pary gejowskie. Po 10 latach 30% małżeństw lesbijskich, zawartych w 2005 roku, zakończyło się rozwodem. W przypadku małżeństw gejowskich ten odsetek wynosił 15%, a wśród małżeństw heteroseksualnych – 18%.